# 三河三奉行
三河三奉行（日語漢字：'，羅馬字：Mikawasanbugyō）是日本戰國時代中，在德川家康的三河時代以奉行身份活躍的戰國武將。亦被稱為岡崎三奉行。
- 天野康景
- 高力清長
- 本多重次

因為他們的性格而被稱為「佛高力、鬼作左、無事天野三郎兵衛（どちへんなきは天野三郎兵衛）」。
但是有異説指是天野康景、高力清長、植村正勝三人。（寛政譜中的植村家・高力家等）